# Heilige Hallen (Mecklenburg)
Die Heiligen Hallen sind ein als Naturwaldreservat geschützter alter Buchenwald in Deutschland. Sie liegen in der Gemeinde Feldberger Seenlandschaft im Landkreis Mecklenburgische Seenplatte in Mecklenburg, 3,5 Kilometer westlich des Ortsteils Feldberg bzw. südwestlich des Ortsteils Lüttenhagen. Das Naturschutzgebiet ist Teil des Naturparks Feldberger Seenlandschaft.
Mitte des 19. Jahrhunderts, als der Name „Heilige Hallen“ für das Gebiet entstand, wies der Wald noch einen hallenartigen Charakter auf. Zwischenzeitlich sind zwischen den „Methusalems“ jüngere Bäume emporgewachsen. Da einige der bis zu 350 Jahre alten und 53 Meter hohen Bäume ihr biologisches Lebensende bereits überschritten haben, weist der Wald heute einen hohen Totholzanteil auf. Das Gebiet umfasst auch mehrere Sölle, in denen sich Weiher, Kesselmoore und Birken-Bruchwälder gebildet haben.

## Geologie
Die Heiligen Hallen liegen im Bereich des Hauptendmoränenzuges der Weichsel-Kaltzeit. Das durch die Ablagerung von Geschieben entstandene kuppige Relief und mehrere sogenannte Toteislöcher sind bis heute erhalten geblieben.

## Geschichte
Mitte des 19. Jahrhunderts verfügte der Strelitzer Großherzog Georg, beeindruckt von den riesigen, säulenartigen Bäumen, dieses Waldgebiet für alle Zeiten zu schonen. Er würdigte den Ort mit einem selbstverfassten Gedicht  (s. u.). 
Das 25 Hektar große Kerngebiet des Waldes wurde bereits 1908 auf die Liste der Naturdenkmäler Mecklenburgs gesetzt und ist seit dem 24. Februar 1938 Naturschutzgebiet. Im Jahr 1993 erweiterte man dessen Fläche von 25 auf 65,5 Hektar.
Seit etwa 1950 findet keine Bewirtschaftung oder Entfernung von Totholz mehr statt, lediglich die Wege werden nach dem Umstürzen von Bäumen freigeschnitten. 
Im Zuge der Aufnahme des Schutzgebietes in das Naturwald-Forschungsprogramm der Landesforstverwaltung Mecklenburg-Vorpommerns im Jahre 1998 wurde die unbewirtschaftete Kernzone des Gebietes von 25 auf 39,2 Hektar erweitert.

### Georg von Mecklenburg-Strelitz:Bei der Erinnerung des Buchenwaldes bei Lüttenhagen
Unter meinen alten Buchen,

Die wie Himmelssäulen stehn,

Möcht ich dich, o Ruhe, suchen,

Möcht den Himmel wiedersehen,

Wie er durch die dunklen Äste

Zwiefach schön und hehr erscheint.

Dann seh ich gewiss das Beste,

Erd und Himmel eng vereint.
Wenn des Mittags glüh’nde Schwüle

Alles lähmt und schier verdorrt,

Fächelt balsamreiche Kühle

Hier noch unverändert fort.

Nur die Wipfel säumt die Sonne,

Bildet gold’ne Sterne dort.

Schönes Spiel, was ich mit Wonne

Seh vom schattenreichen Ort.
Dies Gewölbe mir ersetzen

Kann nicht Mailands hoher Dom.

Ja, so spricht zu meinem Herzen

Selbst St. Peter nicht zu Rom.

Nichts Vollkommnes kann entspringen

Aus der Sterblichen Verstand,

Dir, Natur, nur kann's gelingen,

Denn in dir schafft Gottes Hand.

## Tourismus
Die Heiligen Hallen sind durch einen Wanderweg erschlossen.

## Bildergalerie

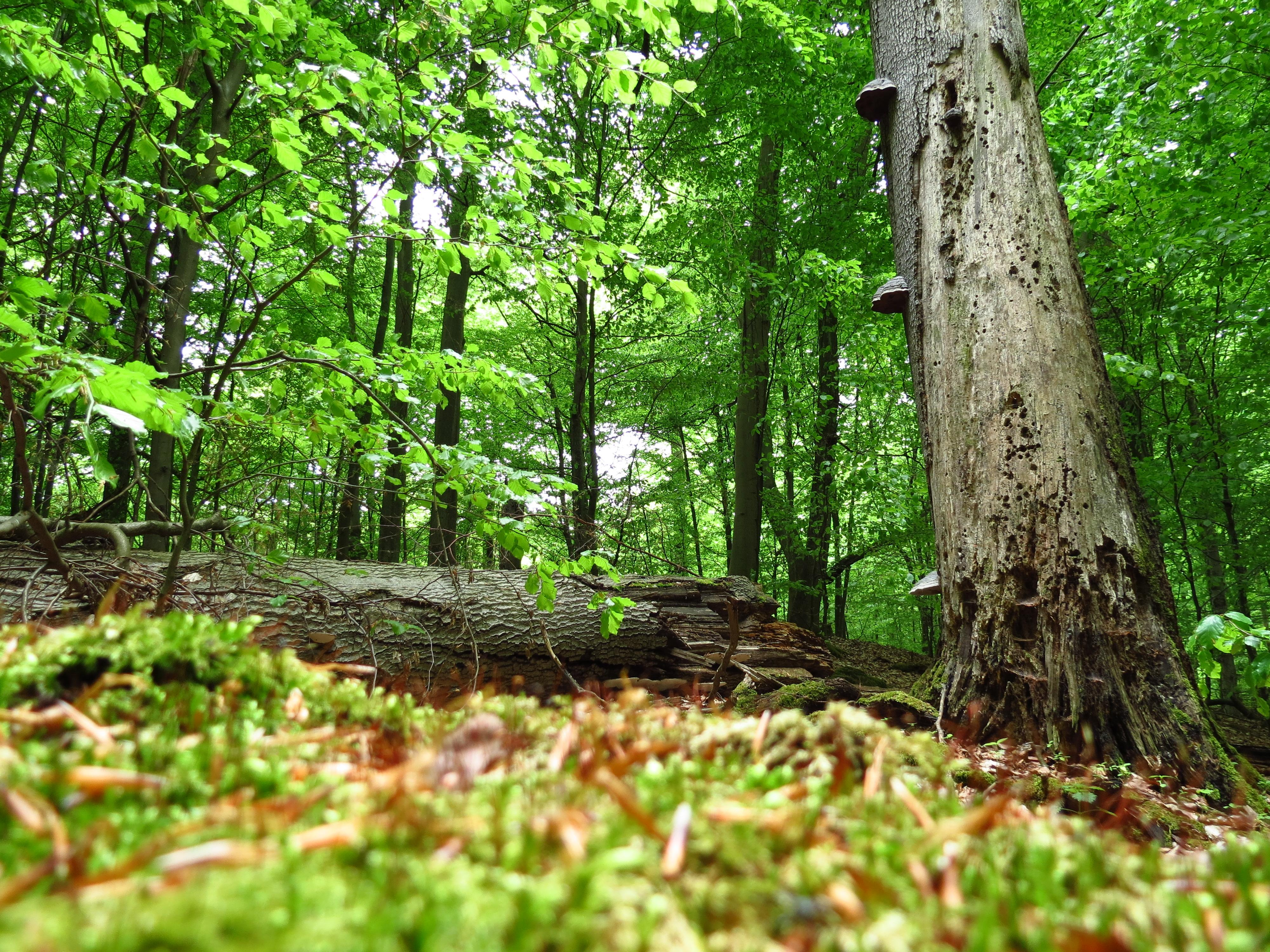
Rotbuchenwald
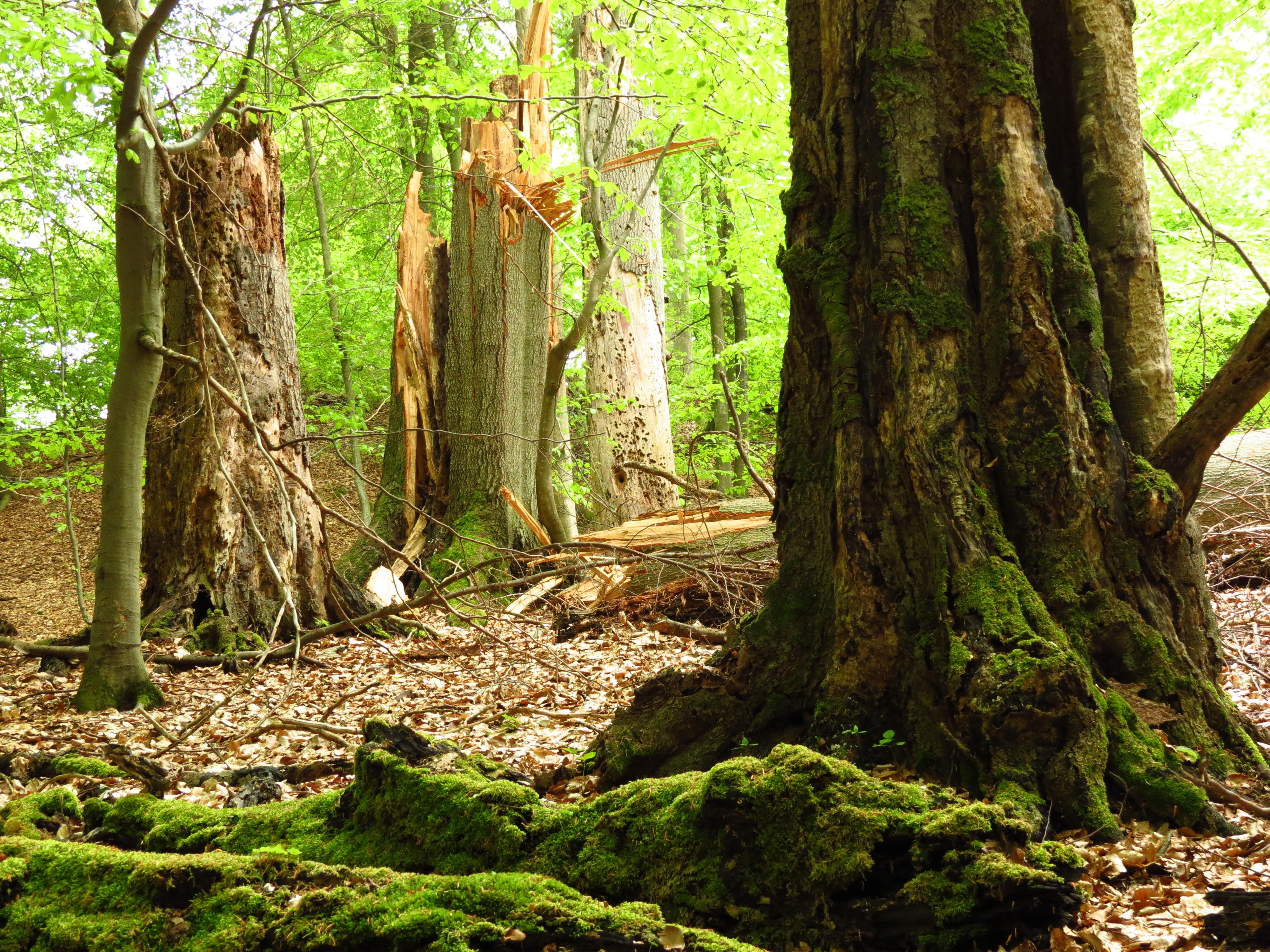
Absterbende Buchen
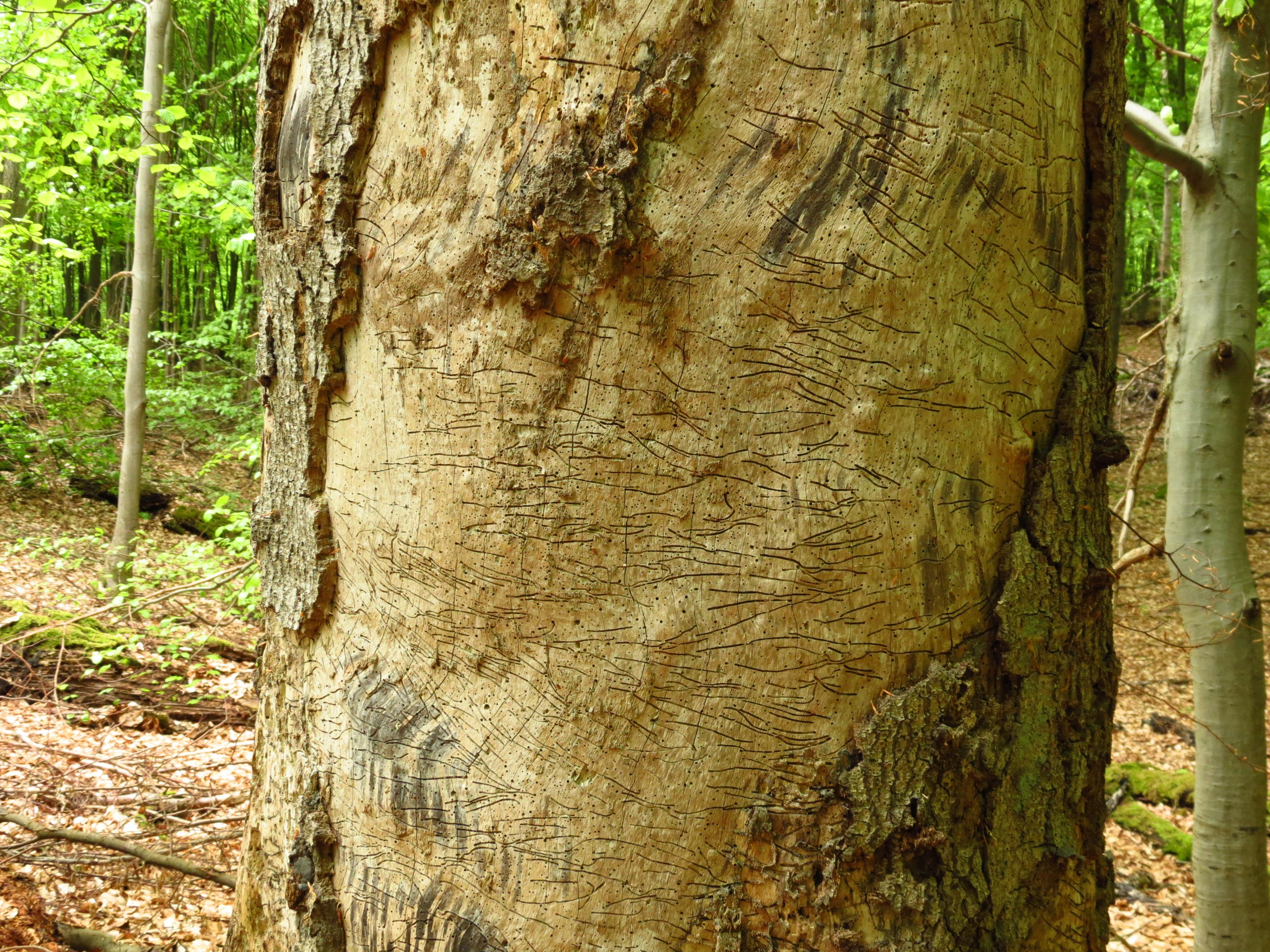
Abgestorbener Buchenstamm
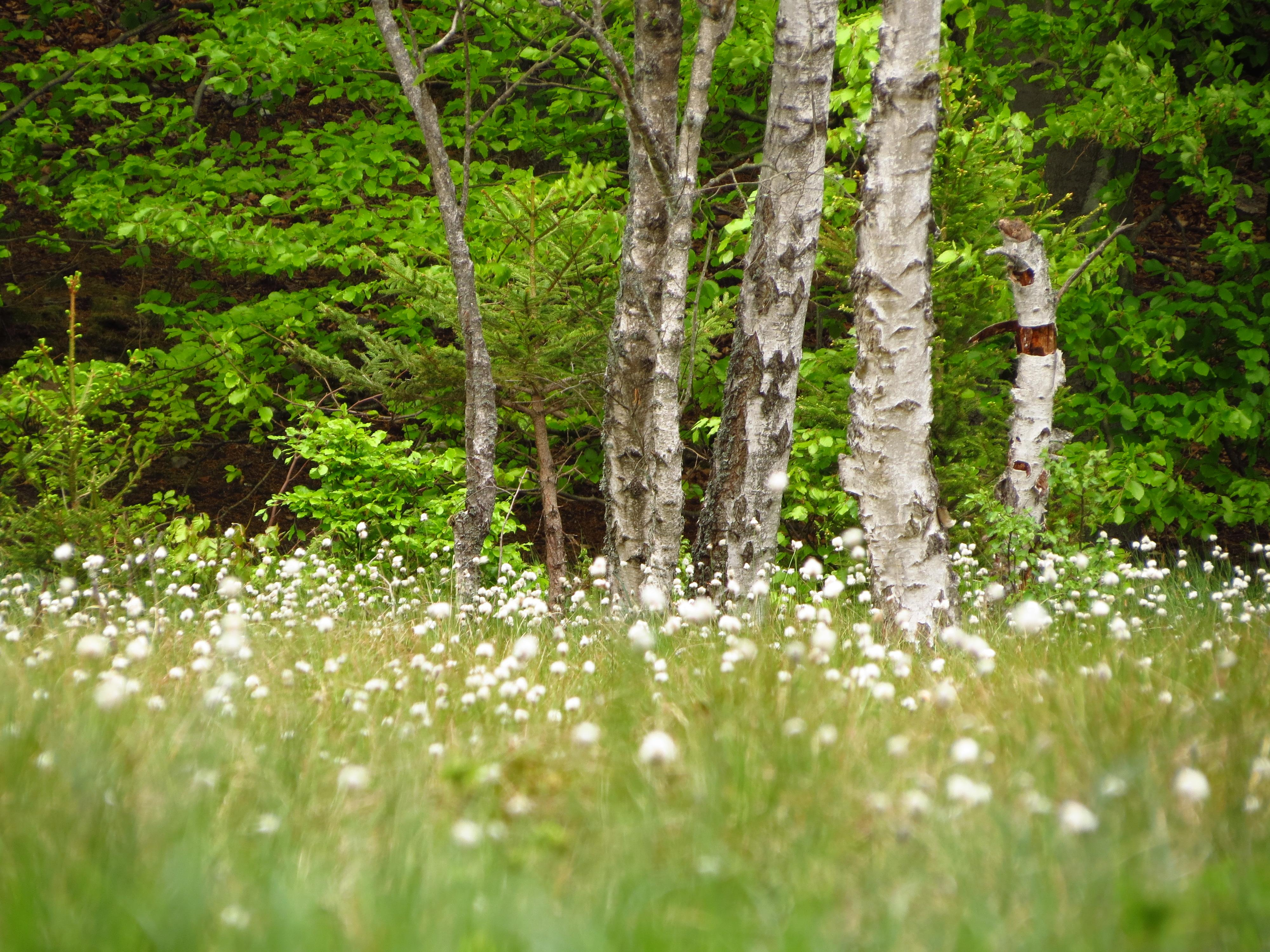
Kesselmoor mit Wollgras